# Graziella Magherini
Graziella Magherini, née le 23 août 1927 à Florence où elle est morte le 10 décembre 2023, est une psychiatre et psychanalyste italienne d'orientation freudienne, connue pour son étude du syndrome de Stendhal.

## Biographie
Née à Florence, Graziella Magherini étudie l'histoire de l'art et Michel-Ange avec Simona Argentieri qui est membre de l'Association psychanalytique internationale. 
Elle devient membre de l'Associazione Italiana di Psicoanalisi et de l'International Psychoanalytic Association, présidente de l'International Association for Art and Psychology.
Forte de son expérience pendant des décennies à l'hôpital Santa Maria Nuova de Florence, elle est connue du grand public pour son étude du trouble émotionnel consacré sous l'expression « syndrome de Stendhal », dont elle a fait un livre, en 1989,.
Par ailleurs, ses études liées à l'auxologie sont d'une importance capitale pour son travail de psychanalyste. 

## Publications
- La sindrome di Stendhal. Il malessere del viaggiatore di fronte alla grandezza dell'arte, ed. Ponte alle Grazie (ISBN 8879286145)
- Richiamandoci il Caravaggio felice. L'apoteosi contemporanea e quella odierna (avec Pierandrea Lussana e Luciano Berti) - Nicomp Laboratorio Editoriale (ISBN 9788887814217)
- L'apoteosi contemporanea e quella odierna (avec Pierandrea Lussana e Luciano Berti) - Nicomp Laboratorio Editoriale  (ISBN 9788887814217)
- Artemisia Gentileschi. Nostra contemporanea (avec Luciano Berti e Monica Toraldo di Francia) - Nicomp Laboratorio Editoriale (ISBN 8887814139)
- Chi ucciderà la psicoanalisi. Psicofarmaci e Internet all'assalto - Ponte alle Grazie (ISBN 8879283472)
- L'Isola delle stinche (avec Vittorio Biotti) - Ponte alle Grazie (ISBN 8879282107)
- L'abuso infantile (avec Graziano Graziani) - Nicomp Laboratorio Editoriale
- O Signore! Sto forse impazzendo? Dubbio e sgomento della follia in letteratura - Nicomp Laboratorio Editoriale (OCLC 908541953)
- La terrazza del mistero. La allegoria sacra di Giovanni Bellini. Analisi storico-filologica e interpretazione psicoanalitica (avec Antonio Paolucci e Anchise Tempestini) - Nicomp Laboratorio Editoriale (ISBN 8887814082)
- Sul confine. Scritti e dipinti da un ospedale psichiatrico (a cura di Graziella Magherini e Gianfranco Zeloni) - Vallecchi, 1964
- Salute mentale e territorio. Rapporto dal servizio di igiene mentale (avec R. Vigevani, G. Gurrieri et I. Nicoletti) - Le Monnier, 1978
- I percorsi della follia a Firenze nei secoli xiv-xvii - Ponte alle Grazie, 1992